# Beaveria
Beaveria är ett släkte av plattmaskar. Beaveria ingår i familjen Troglotrematidae.
Kladogram enligt Catalogue of Life:
| Beaveria | \| \| Beaveria beaveri \| \| \| \| \| \| Beaveria micracetabulum \| \| \| \| |
|          | \| \| Beaveria beaveri \| \| \| \| \| \| Beaveria micracetabulum \| \| \| \| |
|          | Troglotrema                                                                  |
|          |                                                                              |
|          | Xiphidiotrema                                                                |
|          |                                                                              |
|          | Beaveria beaveri                                                             |
|          |                                                                              |
|          | Beaveria micracetabulum                                                      |
|          |                                                                              |

|  | Beaveria beaveri        |
|  |                         |
|  | Beaveria micracetabulum |
|  |                         |